# 1002 (numero)
Milledue (1002) è il numero naturale dopo il 1001 e prima del 1003.

## Proprietà matematiche
- È un numero pari.
- È un numero composto con 8 divisori: 1, 2, 3, 6, 167, 334, 501, 1002. Poiché la somma dei suoi divisori (escluso il numero stesso) è 1014 > 1002, è un numero abbondante.
- È un numero sfenico.
- È un numero 17-gonale e 335-gonale.
- È un numero palindromo e un numero ondulante nel sistema di numerazione posizionale a base 12 (6B6) e a base 20 (2A2).
- È un numero intoccabile, non essendo la somma dei divisori propri di nessun altro numero.
- È un numero odioso.
- È un numero semiperfetto.
- È parte delle terne pitagoriche (1002, 1336, 1670), (1002, 27880, 27898), (1002, 83664, 83670), (1002, 251000, 251002).

## Astronomia
- 1002 Olbersia è un asteroide della fascia principale del sistema solare.